# Willingdon Island
Pour les articles homonymes, voir Willingdon.
L'île de Willingdon est située au large de la ville de Cochin (Kochi), dans l'État du Kerala, dans le sud de l'Inde.
L'île de Willingdon est une île du lac de Cochin (ou lac Vembanad). Elle a été constituée artificiellement en 1936 autour d'une petite île préexistante, à l'aide de remblais de dragage. Il lui a été donné le nom du Vice-roi et Gouverneur général des Indes de l'époque, le 1er marquis de Willingdon de Ratton.
L'île de Willingdon est d'une grande importance stratégique pour le port de Cochin, du fait de la présence du INS Venduruthy, base navale du Commandement de Marine du Sud de la marine indienne à Cochin. L'île est également le siège de l'Institut Central des Pêches (Central Institute of Fisheries Technology - CIFT), et d'une unité technologique du Conseil indien de recherche agricole (Indian Council of Agricultural Research - ICAR).